# Рокасека
Рокасѐка (на италиански: Roccasecca) е градче и община в Централна Италия, провинция Фрозиноне, регион Лацио. Разположено е на 245 m надморска височина. Населението на общината е 7466 души (към 2010 г.).